# Луцій Сестій Альбаніан Квіринал
Луцій Сестій Альбаніан Квіринал (лат. Lucius Sestius Albanianus Quirinalis; 73 до н. е. — після 19 до н. е.) — військовий та політичний діяч кінця Римської республіки й початку Римської імперії, консул-суфект 23 року до н. е., друг поета Горація.

## Життєпис
Походив з плебейського роду Сестіїв. Син Публія Сестія, квестора 69 року до н. е., а згодом претора, який за проконсульства Цицерона (з яким товаришував) фактично керував у 48—47 роках до н. е. Кілікією. Під час громадянської війни Гая Юлія Цезаря та Гнея Помпея Великого підтримував останнього. Вітав вбивство Цезаря у 44 році до н. е., після чого приєднався до Марка Юнія Брута. У 42 році призначено проквестором до Македонії. Брав участь у битві при Філіпах, де потрапив у полон до Октавіана Августа. Останній помилував Луція Сестія.
Після цього він став вірним прихильником Октавіана Августа. У 23 році до н. е. його призначено консулом-суфектом разом з Гнеєм Кальпурнієм Пізоном. У 22—19 роках до н. е. був імператорським легатом в області Іспанія Трансдуріана (північно—східна Іспанія).